# Vlachórrema
Vlachórrema är ett vattendrag i Grekland. Det ligger i den centrala delen av landet, 220 km väster om huvudstaden Aten. Vlachórrema ligger vid sjön Technití Límni Kastrakíou.